# Nils Malmros
Nils Malmros (født 5. oktober 1944 i Aarhus) er en dansk læge og filminstruktør.

## Liv og karriere
Faderen, Richard Malmros, var (fra 1954) professor i neurokirurgi ved Aarhus Universitet. Moderen Eli Cold var cand.mag., men koncentrerede sig om at passe de fem børn.
Den unge Nils begyndte sin skolegang i Finsensgades Skole i 1951, skiftede i 1957 til Aarhus Katedralskole, hvor han først gennemførte mellemskolen og senere den matematisk-naturvidenskabelige studentereksamen. 
Nils var kreativ og fuld af initiativ, og lod sig ofte inspirere af sine omgivelser til at små skuespil og iscenesættelser. Familiens tur i teatret for at se Shakespeare, kunne således fortsætte hjemme i kælderen, hvor Nils med hjælp fra sine venner fortsatte fortællingen med scene, kulisser, kostumer, selvskreven dialog og naturligvis publikum.
Senere blev Nils inspireret af grafikeren Palle Nielsens værker, og kastede sig straks over at lave egne værker i stil med hans. Også møbler i stil med Børge Mogensens har været omdrejningspunktet for Nils' skaberkraft. Sidstnævnte interesse fik sågar Nils til at vælge at studere til møbelarkitekt i København. Studiet holdt dog kun et år, indtil savnet af Aarhus og vennerne blev for stort. Tilbage i Aarhus begyndte Nils på medicinstudiet. I 1987 tog Nils medicinsk embedseksamen efter næsten 23 års studier.
I sin gymnasie- og studietid gik Nils ivrigt i biografen. Særligt François Truffauts film Jules et Jim gjorde et uudsletteligt indtryk. Nils så denne film i biografen adskillige gange og måtte naturligvis lave sin egen version!
Filmen At kende sandheden der er optaget i sort/hvid, fortæller historien om Malmros’ far Richard. Han kom fra fattige kår og blev siden overlæge og neurokirurg ved Århus Kommunehospital. Her var han med til at anvende det radioaktive kontraststof thorotrast, der mange år senere viste sig at være kræftfremkaldende.
I forbindelse med filmen udsendte Malmros sammen med sin medforfatter John Mogensen bogen At kende Sandheden. En bog om Nils Malmros’ film & Filmens manuskript.

## Filmarbejde
Nils Malmros arbejder med en tæt instruktion af skuespillerene og har ofte arbejdet med børn og unge amatørskuespillere.
Denne metode ses i spillefilmen De unge år: Erik Nietzsche sagaen del 1 hvor Jens Albinus spiller en instruktør med parodi over Malmros.
Malmros' film Kærestesorger blev optaget gennem en årrække, inden den havde premiere i 2009.
Malmros' seneste film Sorg og Glæde fik premiere 14. november 2013. Manuskriptet tager udgangspunkt i Niels Malmros' egen personlige tragedie fra 1984, hvor hans kone i en psykose dræbte deres ni måneder gamle datter. Nils Malmros kalder den for sin hidtil største og væsentligste satsning, både kunstnerisk og økonomisk.

### Spillefilm
- 1968 – En mærkelig kærlighed
- 1973 – Lars-Ole 5.c
- 1977 – Drenge
- 1981 – Kundskabens træ
- 1983 – Skønheden og udyret
- 1989 – Århus by Night
- 1992 – Kærlighedens smerte
- 1997 – Barbara
- 2002 – At kende sandheden
- 2009 – Kærestesorger
- 2013 – Sorg og Glæde

### Kortfilm
- 1978 – Kammesjukjul

## Priser
Malmros’ film har tre gange været nomineret til Guldbjørnen på filmfestivalen i Berlin. Tre gange har han vundet Robert-priser og fire gange Bodil-priser for Bedste danske film. Kundskabens træ har været vist på Filmfestivalen i Cannes, modtaget den norske Gjest Baardsen-prisen og Lübecker Filmlinse. Han modtog i 2005 Copenhagen International Film Festivals ærespris Den gyldne svane for sin samlede produktion på indtil da ni film. I 2006 modtog han Nordisk Films hæderspris på 100.000 kroner for sit samlede værk i anledning af Nordisk Films 100 års jubilæum.
I 2010 modtog han Carl Th. Dreyer Prisen på 50.000 kroner for "en fremragende kunstnerisk indsats".